# عادل جبر
عادل جَبْر (۱۸۸۵ – ۱۹ دسامبر ۱۹۵۳) اقتصاددان، روزنامه‌نگار و سیاستمدار عثمانی فلسطینی بود. وی در رشتهٔ علوم اجتماعی و اقتصادی از دانشگاه ژنو، سوئیس، فارغ‌التحصیل شد. روزنامهٔ «الترقی» را در سال ۱۹۰۹ در اواخر دوران عثمانی تأسیس کرد که دومین روزنامۀ عربی در یافا به شمار می‌رفت. او استاد اقتصاد و علوم سیاسی در مؤسسهٔ حقوقی قدس بود. روزنامه‌ای در قدس به نام «اقتصاد عرب» (به عربی: الاقتصادیات العربیة) تأسیس کرد. او همچنین در مدرسهٔ الدستوریه در قدس، متعلق به خلیل سکاکینی، کار کرد. در سال ۱۹۲۳ مجلس عالی اسلامی او را به عنوان مدیر موزهٔ اسلامی و دارالکتب مسجدالاقصی منصوب کرد.او در دوران عثمانی و بریتانیایی به سمت مناصب عمومی گمارده شد. پس از نکبت ۱۹۴۸ به مصر رفت و سپس در اردن اقامت گزید. به عضویت سنای اردن منصوب شد. او در زمینهٔ ترجمه از زبان فرانسه و انتشار مقالات در روزنامه‌ها و رادیو نیز فعالیت داشت.

## زندگی و پیشه
او در شهر یافا، سنجق عکا، ولایت بیروت، امپراتوری عثمانی، در سال ۱۸۸۵ در یک خانوادهٔ حرفه‌پیشه به دنیا آمد. پدرش عارف و مادرش زکیه عبدالله الامام نام داشت. عادل تحصیلات ابتدایی خود را در مدرسهٔ ملی شیخ احمد ساعاتی یافا گذراند، سپس به مدرسهٔ رشدیه پیوست و تحصیلات متوسطه را در سال ۱۹۰۵ در مدرسه فرانسوی فریر یافا به پایان رساند.او برای عضویت در مؤسسه بازرگانی فرانسه به استانبول رفت. پس از پایان تحصیل در آنجا به سوئیس رفت، در دانشگاه ژنو ثبت نام کرد و در تعطیلات تابستانی به قدس می‌آمد.
او قبل از پایان جنگ جهانی اول به فلسطین بازگشت و در دانشکدهٔ الصلاحیه در قدس تدریس کرد. در سال ۱۹۰۹ (به قولی ۱۹۰۷) سردبیری مجلۀ «الترقی» یافا را با مارتین آلونزو بر عهده گرفت که تنها شش ماه منتشر شد که این دومین ژورنال عربی بود که در یافا منتشر می‌شد. «الترقی» به عنوان مجله‌ای که به مباحث ادبی و اجتماعی می‌پرداخت، دو بار در ماه منتشر می‌شد و بعداً هفته‌ای دو بار که در آن زمان به عنوان اولین روزنامه با ماهیت مدرن شناخته شده بود که در این امر با استفاده از خدمات تلگرافی و خبرنگارانی که اخبار بین‌المللی را به آن ارائه می‌دادند، فعالیت داشت. در سال ۱۹۱۲، سلطان مراکش، مولای عبدالحفیظ که پس از واگذاری تاج و تخت خود به برادرش، قصد انجام حج را داشت، به قدس آمد. او در سفر حجازش، عادل جبر را که در تعطیلات به سر می‌برد و به زبان فرانسه تسلط داشت، به عنوان منشی انتخاب کرد. هنگامی که مناسک حج را به پایان رساندند، مولای عبدالحفیظ از او خواست تا او را تا مراکش همراهی کند و در آنجا به او پیشنهاد خدمت بدهد، قصر و مال فراوانی در اختیارش بگذارد، اما او ترجیح داد به فلسطین بازگردد.
عادل جابر پس از اخذ مدرک لیسانس در علوم اجتماعی و اقتصادی از دانشگاه ژنو به قدس بازگشت و در مدرسه الدستوریة که توسط دوستش خلیل سکاکینی اداره می‌شد و تا آغاز جنگ جهانی ادامه داشت به عنوان معلم منصوب شد. وی همچنین به عنوان معلم در دانشکدهٔ صلاحیه که توسط عبدالعزیز جاویش اداره می‌شد، منصوب شد. در قدس، عادل جبر به گروه «الآداب» که توسط داود الصیداوی تأسیس شده بود، پیوست که شروع به سازماندهی مجلس‌های سخنرانی عمومی در خانه‌ها وباشگاه‌ها کردند و خواستار نفی فرقه‌گرایی، ترویج برادری ملی، گسترش آموزش ملی و رهایی زنان شدند.
پس از قیمومیت بریتانیا، برای مدت کوتاهی مدیریت دارالمعلمین دولتی را بر عهده گرفت. او از سال ۱۹۱۸ تا ۱۹۲۱ به عنوان دستیار مدیر معارف منصوب شد. در آن دوره، او شروع به انتشار مقالاتی در روزنامهٔ «لسان العرب» کرد که توسط ابراهیم سلیم النجار در قدس منتشر می‌شد. او فصلی را به قلم ماکس نوردو، نویسندهٔ صهیونیست، از فرانسه ترجمه کرد و در مارس و آوریل ۱۹۲۲ آن را با عنوان «روح ناسیونالیسم» در صفحات «لسان الحال» منتشر کرد.
پس از استعفای وی از ریاست معارف، مجلس اسلامی اعلا، او را به سمت مدیر خانهٔ کتاب مسجدالاقصی منصوب کرد که در سال ۱۹۲۲ افتتاح شد. در همان سال به سرپرستی موزهٔ اسلامی منصوب شد. وی بنا به درخواست مجلس اسلامی اعلا، بروشور تاریخچهٔ مسجد ابراهیمی شهر الخلیل را برای گردشگران تهیه کرد. او در دو کنفرانس آثار باستانی که در سال‌های ۱۹۲۱ و ۱۹۲۴ در قاهره برگزار شد، شرکت کرده بود. در سال ۱۹۲۳، عادل جبر سمت استاد اقتصاد و علوم سیاسی در مؤسسه حقوقی فلسطین را برعهده داشت که در آن سال توسط مقامات بریتانیایی در قدس تأسیس شد. مدت تحصیل او در آنجا سه سال بود.
با خیرالدین الزرکلی و خالد الدزدار در انتشار روزنامه «الحیاة» از سال ۱۹۳۰ تا ۱۹۳۲ شرکت کرد. همچنین با همکاری فؤاد سابا مجلهٔ «الاقتصادیات العربیة» را بین ۱۹۳۵ و ۱۹۳۷ سردبیری کرد. بین سال‌های ۱۹۳۹ تا ۱۹۴۵، عادل جبر عضو شورای شهرداری بیت‌المقدس و عضو شورای مشورتی ادارهٔ آثار باستانی بود. او همچنین عضو افتخاری مؤسسهٔ علمی، انجمن جغرافیایی و انجمن علوم انسان‌شناسی در سوئیس بود.
در سال‌های جنگ جهانی دوم، عادل جبر در فلسطین ماند و شروع به پخش سخنرانی‌های ادبی و علمی از رادیوی فلسطین در بیت‌المقدس کرد که بخش عربی آن توسط دوستش عجاج نویهض اداره می‌شد. او همچنین کتابخانهٔ خانه خود را که در ساختمان حزبون در محله البقعة الفوقا قرار داشت، از کتابهای گرانبها پر کرد تا اینکه در کنار خلیل بیدس، خلیل السکاکینی و عجاج نویهض یکی از صاحبان کتابخانه‌های بزرگ در قدس غربی شد. کتابخانهٔ جبر یکی از کتابخانه‌هایی است که پس از تأسیس اسرائیل به تصرف دولتی درآمد.
در جریان نکبت فلسطین در سال ۱۹۴۸، جبر مجبور شد خانهٔ خود را ترک کند. او به مصر رفت و در آنجا به همراه دوستش خلیل سکاکینی به فرهنگستان زبان عربی قاهره دعوت شد. سپس در اواخر سال ۱۹۵۰ تصمیم گرفت به اردن برود. در امان اقامت گزید و به عضویت مجلس سنای اردن منصوب شد.عادل جبر پس از مریض شدن، تصمیم گرفت به شهر اریحا نقل مکان کند تا از زمستان بسیار سرد امّان در اَمان بماند، اما زمان زیادی نگذاشت و وی در ۱۹ دسامبر ۱۹۵۳ درگذشت. نخست‌وزیر فوزی ملقی برای وی مجلس ماتمی برپا کرد.

## زندگی شخصی
برادرانش فرید، زاهر، جمیل و حلمی؛ خواهرانش زهیه و صفا بودند. همسرش منانة الصیداوی نام داشت و از او دو پسر و یک دختر داشت؛ داوود، عفیف و زکیه.